# Synagoga w Liptowskim Mikułaszu
Synagoga w Liptowskim Mikułaszu (słow. Synagóga v Liptovskom Mikuláši) – znajduje się na ulicy Hollého.
Pierwsza synagoga w mieście powstała w tym miejscu około roku 1731, po osiedleniu się pierwszych żydowskich rodzin w ówczesnym Liptószentmiklos. Była drewniana i służyła wiernym do połowy XIX wieku, kiedy w 1842 postanowiono wybudować nową, większą oraz murowaną. Świątynię w stylu neoklasycystycznym ukończono w 1846 i jej wygląd zewnętrzny zachował się w dużej części do dziś. 
Synagogę dwukrotnie niszczył pożar - w 1878 i 1904. Po tym ostatnim doczekała się gruntownej renowacji, wykonanej przez budapeszteńskiego inżyniera Lipóta Baumhorna. Zachował on wygląd zewnętrzny, natomiast wnętrze urządzono w stylu secesyjnym. Pojawiły się witraże oraz bogato zdobione malowidła, głównie z elementami kwiatów.
Po II wojnie światowej i wymordowaniu miejscowych Żydów synagoga niszczała. W 1977 kupiła ją Miejska Rada Narodowa i budynek służył przez jakiś czas jako magazyn. W tym czasie wnętrza uległy znacznemu zniszczeniu, w dobrym stanie zachowały się drewniane ławy w galeriach.
Dopiero po 1989 rozpoczęto prace konserwatorskie i częściowo zrekonstruowano secesyjne malowidła. W 1992 wmurowano tablicę poświęconą miejscowym Żydom, a w 1994 synagogę otwarto dla zwiedzających (stała się częścią Múzeum Janka Kráľa). Obecnie odbywają się w niej koncerty i wystawy.